# (1739) Meyermann
(1739) Meyermann est un astéroïde de la ceinture principale découvert le 15 août 1939 par l'astronome allemand Karl Wilhelm Reinmuth. Le lieu de découverte est Heidelberg (024). Sa désignation provisoire était 1939 PF.
Sa distance minimale d'intersection de l'orbite terrestre est de 0,966026 ua.